# Парламентські вибори у Великій Британії 2001
Парламентські вибори в Великої Британії 2001 року (англ. United Kingdom general election of 2001) — демократичні вибори, що відбувалися 7 червня 2001 року. На виборах консерватори та лейбористи практично повторили підсумки виборів 1997 року, і розрив між лейбористами та консерваторами склав 247 мандатів замість колишніх 253. Таким чином, консерваторам не вдалося реабілітувати себе в очах виборців після повного провалу на попередніх виборах. після виборів Вільям Хейг пішов з посади лідера консерваторів, і його змінив Іан Дункан Сміт.

## Передвиборча кампанія
Значний вплив на вибори справила вибухнула в Великої Британії 2001 року епідемія ящура, завдяки якій значна увага приділялася питань охорони здоров'я та сільського господарства. Крім того, через епідемію вибори були перенесені з травня на червень.
В Північної Ірландії значний вплив на підсумки виборів зробило Угода Страсної П'ятниці та пов'язана з ним поляризація настроїв електорату. Помірна юніоністськая партія Ольстера значно втратила підтримку виборців на користь Демократичної юніоністської партії, що виступала проти угоди. Одночасно зросла підтримка Шинн Фейн, що також відбилося на підсумках виборів.
- Лейбористська партія перед виборами підкреслювала значення своїх досягнень: зниження інфляції, безробіття та злочинності, збільшення числа медсестер в національній системі охорони здоров'я та поліпшення системи освіти[1]. Лейбористи мали намір продовжувати модернізацію Великої Британії та створити умови для забезпечення гідного життя всіх трудящих людей незалежно від їх походження[1]. Лейбористи намітили десять ключових цілей на 2010 рік: економічну стабільність, збільшення рівня життя для всіх, поліпшення вищої освіти, поліпшення системи охорони здоров'я, повсюдну ліквідацію безробіття, досягнення рівних можливостей для всіх дітей та безпеку для всіх пенсіонерів, модернізацію системи боротьби зі злочинністю, збільшення повноваження органів самоврядування, забезпечення гідного місця в збільшеній реформованої Європі, а також вирішення проблем глобальної бідності та зміни клімату[1].
- Консервативна партія сконцентрувала свої передвиборчі обіцянки навколо пріоритету традиційних національних та сімейних цінностей і їх забезпечення. гаслом програми консерваторів стала фраза «Настав час для здорового глузду» (It's time for common sense), яка повторюється в програмі консерваторів 13 разів[2]. Консерватори обіцяли зменшити податки для сімей, підтримувати шлюби, поліпшити систему освіти[2]. Також вони планували знизити податки та зробити систему оподаткування прозорішою, урізавши неефективні витрати та реформувавши деякі сфери для стабілізації бюджету[2]. У планах консерваторів також була підтримка курсу фунта стерлінгів для забезпечення стабільності економіки, збільшення фінансування національної системи охорони здоров'я, збільшення розміру пенсій, перерозподіл повноважень на користь органів місцевого самоврядування[2]. Також консерватори стверджували, що заходи лейбористів по боротьбі з злочинністю неефективні, оскільки за час керівництва їхньою країною рівень злочинності в країні виріс на 15%[2], в той час як лейбористи стверджували, що їм вдалося знизити рівень злочинності на 10%[1]. Консерватори домагалися більшої гнучкості Євросоюзу та вважали необхідним домагатися досягнення глобальної системи вільної торгівлі до 2020 році.
- Ліберальні демократи у своєму передвиборчому маніфесті «Свобода, правосуддя, чесність» сконцентрували свою передвиборчу програму навколо питань зниження впливу бюрократії на економіку та суспільне життя, лібералізації економічного життя, заохочення дрібного бізнесу та боротьби з монополіями (насамперед газовими, водними та електричними), впровадженням нових технологій, поліпшення становища малозабезпечених та збільшення пенсій, зниження злочинності, розвитку освіти та охорони здоров'я та заохочення народжуваності. Зокрема, ліберальні демократи обіцяли боротися з регулюванням та високим оподаткуванням дрібного бізнесу, паралельно знижуючи вплив монополій, докладати зусилля до створення економіки знань шляхом розвитку науки та широкого впровадження її досягнень, боротися за дотримання та розширення прав споживачів, заборонити обов'язковий вихід на пенсію, надавши добровільну можливість продовження роботи, а також модернізувати транспортну мережу[3]. Також ліберальні демократи запропонували виборцям поступово відмовитися від ядерної енергетики, в міру вироблення ресурсу АЕС, розвиваючи альтернативні джерела енергії, щорічно вводячи в експлуатацію потужності в 1 % енергоспоживання країни, а також обіцяли ввести податок на забруднення та заборонити на території Великої Британії виробництво найбільш токсичних хімікатів[3]. У відносинах з Євросоюзом ліберальні демократи закликали до його розширення, до лібералізації інститутів влади і до конституційного оформлення Євросоюзу[3]. Крім того, ліберальні демократи запропонували проект політичної реформи, згідно з якою передбачалося реформувати виборчу систему, збільшити підзвітність уряду парламенту та збільшити повноваження місцевих органів влади (в тому числі на національних околицях) [3].

## Результати виборів

Результати виборів (кругова діаграма)

|  | Партія                                             | Лідер          | Проголосували | %    | Місць |
|  | -------------------------------------------------- | -------------- | ------------- | ---- | ----- |
|  | Лейбористська партія                               | Тоні Блер      | 10 724 953    | 40,7 | 413   |
|  | Консервативна партія                               | Вільям Хейг    | 8 357 615     | 31,7 | 166   |
|  | Ліберальні демократи                               | Чарльз Кеннеді | 4 814 321     | 18,3 | 52    |
|  | Шотландська національна партія                     |                | 464 312       | 1,8  | 5     |
|  | Партія Уельсу                                      |                | 195 893       | 0,7  | 4     |
|  | Шинн Фейн                                          | Джеррі Адамс   | 175 933       | 0,7  | 4     |
|  | юніоністськая партія Ольстера                      |                | 216 839       | 0,8  | 6     |
|  | Соціал-демократична та лейбористська партія        |                | 169 865       | 0,6  | 3     |
|  | Британська національна партія                      |                | 47 129        | 0,2  | 0     |
|  | Партія незалежності Сполученого Королівства        |                | 390 563       | 1,5  | 0     |
|  | Демократична юніоністська партія                   |                | 181 999       | 0,7  | 5     |
|  | Лікарня Киддермінстер та турбота про здоров'я (en) | Річард Тейлор  | 28 487        | 0,1  | 1     |